# پست‌فیکس
پست‌فیکس یک نرم‌افزار آزاد و عامل ارسال‌کننده میل (MTA) می‌باشد که وظیفه آن مسیرپابی و تحویل ایمیل است. هدف این برنامه فراهم کردن سرعت بالا و مدیریت ساده و امنیت اختیاریست. این برنامه در ارسال‌کننده پیشفرض ایمیل در سیستم‌عامل‌های شبه یونیکس مانند اوبونتو می‌باشد. این برنامه تحت پروانه IBM Public Licence ۱.۰ منتشر شده‌است که یک پروانه آزاد برای برناه می‌باشد. کد منبع این برنامه معمولاًْ به عنوان یک مثال خوب برای تمرین برنامه‌نویسی استفاده می‌شود.
این نرم افزار که گاهی با نام‌های پیشینش  VMailer و IBM Secure Mailer نیز شناخته می‌شود در اصل در سال 1997 توسط ویتس ونما  در مرکز تحقیقاتی  IBM Thomas J. Watson Research Center واقع در نیویورک، نوشته شده‌است و تا امروز توسعهٔ فعال آن ادامه دارد.

## توسعه معمول
پست فیکس به عنوان یک سرور SMTP اولین لایه دفاعی را در برابر رباتهای ارسال اسپم و بد افزارها پیاده‌سازی می‌کند.مدیران سیستم می‌توانند پست فیکس را با سایر نرم افزارهایی که مخصوص فیلتر کردن اسپم‌ها و ویروس‌ها (مانند Amavisd-new)،دسترسی به انباره پیام‌ها (مانند Dovecot) یا سیاست گذاری پیچیده دسترسی در سطح SMTP ( مانند  postfwd، policyd-weight یا greylisting ) هستند، به منظور کارایی بیشتر ترکیب کنند.
پست فیکس به عنوان یک کلاینت SMTP دارای یک موتور ارسال ایمیل موازی سازی شده با سرعت کارایی بالا است و اغلب با نرم افزارهای لیست کردن ایمیلها (مانند Mailman) ترکیب می‌شود.

## معماری
پست‌فیکس از یک معماری پیمانه‌ای (به انگلیسی: Modular) برخوردار است. برخلاف سندمیل که یک برنامه یکپارچه است، پست‌فیکس به تعدادی زیادی برنامه کوچک تقسیم می‌شود که هر کدام وظیفه خاصی را بر عهده دارند. این کار امنیت پست‌فیکس را بالاتر می‌برد، زیرا هر قسمت از برنامه با حداقل دسترسی ممکن اجرا می‌شود. تمام این برنامه‌های کوچک خود توسط برنامه دیگری به نام master مدیریت می‌شوند.

معماری پست‌فیکس